# S. L. A. Marshall

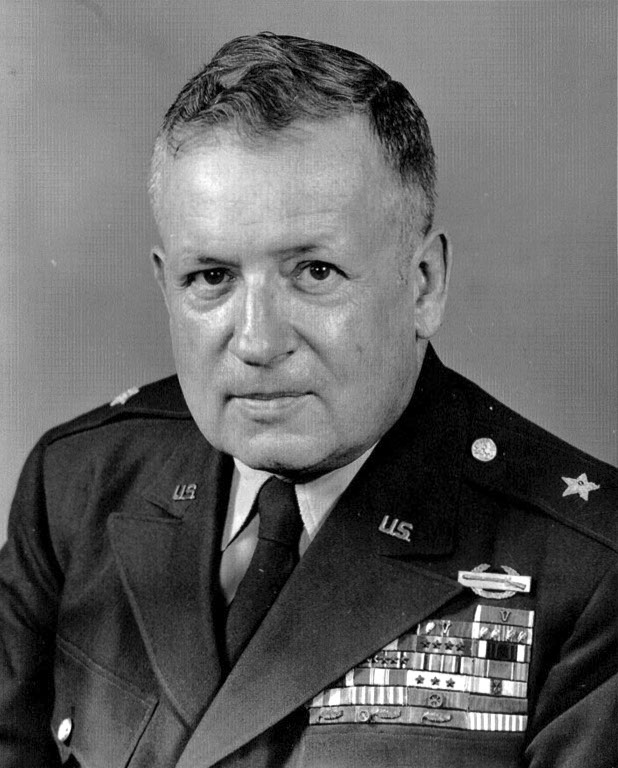
S.L.A. Marshall

Samuel Lyman Atwood Marshall (* 18. Juli 1900 in Catskill, New York; † 17. Dezember 1977 in El Paso), auch SLAM, war ein US-amerikanischer Offizier, Kriegsberichterstatter und Militärhistoriker.

## Leben
Marschall begann seine Militärkarriere als einfacher Soldat im Ersten Weltkrieg in der 90. Infanterie-Abteilung der United States Army. Im April 1919 war er bereits Offizier. Nach dem Krieg arbeitete er als Journalist. Während des Zweiten Weltkrieges wurde er offizieller Kriegsberichterstatter und Armeehistoriker. Ende 1950 wurde er von der Reserve zurück in den aktiven Dienst gerufen. Er arbeitete während des Koreakrieges drei Monate als Analytiker für die Achte Armee und ging danach wieder in die Reserve. Im Anschluss an seinen Ruhestand von der Armeereserve 1960, mit dem Rang des Brigadegenerals, setzte Marschall seine Arbeit als inoffizieller Berater der Armee fort. Als Privatmann begab er sich gegen Ende 1966 nach Vietnam. Auf einer von der Army gesponserten Tour zum offiziellen Zweck unterrichtete er Feldkommandeure über seine Interview-Techniken, um Datenerfassung sowohl für die Weisungslinie als auch für die zukünftige offizielle Geschichte des Vietnamkrieges zu verbessern.

## Wirken
Er erlebte vier Kriege mit, an denen die USA beteiligt waren: Den Ersten Weltkrieg, den Zweiten Weltkrieg, den Koreakrieg und den Vietnamkrieg. Marshall war an all diesen Konflikten in gewissem Umfang beteiligt. Er verfasste detaillierte Publikationen über das taktische Kampfgeschehen. Außerdem schrieb er dreißig Bücher und brachte zahlreiche Artikel und Arbeiten heraus. Er prägte 1947 den vieldiskutierten Begriff „Schießhemmung“ in Bezug darauf, dass ein Großteil der US-amerikanischen Infanteristen im Zweiten Weltkrieg  ihre Waffen nicht aktiv gegen den Feind einsetzten. Seine Werke basieren zum größten Teil auf Befragungen von Einheiten, die kurz nach deren Einsätzen stattfanden. Dabei ließ er die kurz zuvor erlebten Ereignisse chronologisch skizzieren. Bei seiner Arbeit im Zweiten Weltkrieg konzentrierte er sich auf die 101. Luftlandedivision und befragte unzählige Fallschirmjäger und Soldaten beider Seite zu ihren Erlebnissen während der Kampfhandlungen in der Normandie, den Niederlanden, den Ardennen und Deutschland.

## Rezeption
Marshall wurde im Computerspiel Brothers in Arms – Earned in Blood eingebunden. Dort ist er zu sehen, wie ihm ein amerikanischer Soldat „seine Geschichte“ erzählt.

## Schriften (Auswahl)
- Blitzkrieg: Its history, strategy, economics and the challenge to America. Morrow Books, New York 1940.
- Men Against Fire: The Problem of Battle Command. The Infantry Journal, Washington/New York 1947
  - Deutsche Übersetzung: Soldaten im Feuer: Gedanken zur Gefechtsführung im nächsten Krieg. Huber, Frauenfeld 1966.
- The River and the Gauntlet: Defeat of the Eighth Army by the Chinese Communist Forces, November, 1950, in the Battle of the Chongchon River, Korea. Morrow Books, New York 1951.
  - Deutsche Übersetzung: Der Überfall am Chongchon: Einzelschicksale in der Niederlage einer Armee. Huber, Frauenfeld 1955.
- Night Drop: The American Airborne Invasion of Normandy. Little, Brown & Co., Boston 1962.
  - Deutsche Übersetzung: Einsatz bei Nacht: Landung und Kampf zweier Luftlandedivisionen. Normandie 1944. Huber, Frauenfeld 1964.
- The Vietnam Primer: Lessons learned. A critique of US army tactics and command practices in the small combat unit digested from historical research of main fighting operations from May 1966 to February 1967. Lancer Militaria, Sims (Ark.) 1967 (zusammen mit David H. Hackworth).